# Näverhägg
Näverhägg (Prunus maackii) är en art i familjen rosväxter. Artens naturliga utbredningsområde sträcker sig från södra Amur, Manchuriet till Korea. Näverhägg odlas ibland som park- eller trädgårdsväxt i Sverige.

## Sorter
- 'Amber Beauty' - har gul bark
- 'Copper' - barken är lysande kopparfärgad.
- 'Honey' - har ljust honungsgul bark.
- TAIGA - har gul bark

## Synonymer
Cerasus maackii (Ruprecht) G.V.Eremin & V.S.Simagin
Laurocerasus maackii (Ruprecht) C.K.Schneider
Padus maackii (Ruprecht) Komarov
Prunus diamantina H.Léveillé
Prunus maackii var. diamantina (H.Léveillé) Koehne